# Zmeura de Aur pentru cea mai proastă actriță într-un rol principal
Zmeura de Aur pentru cea mai proastă actriță într-un rol principal (Golden Raspberry Award for Worst Actress) este un premiu care se acordă anualt în gala Zmeura de Aur pentru cea mai proastă actriță într-un rol principal dintr-un film lansat anul anterior. În continuare este prezentată lista celor care au primit acest premiu dar și cele care au fost nominalizate. 

## Anii 1980
| An                 | Actriță                                    | Film               | Personaj |
| ------------------ | ------------------------------------------ | ------------------ | -------- |
| 1980 (1st)         |                                            |                    |          |
| Brooke Shields     | The Blue Lagoon                            | Emmeline Lestrange |          |
| Nancy Allen        | Dressed to Kill                            | Liz Blake          |          |
| Faye Dunaway       | The First Deadly Sin                       | Barbara Delaney    |          |
| Shelley Duvall     | The Shining                                | Wendy Torrance     |          |
| Farrah Fawcett     | Saturn 3                                   | Alex               |          |
| Sondra Locke       | Bronco Billy                               | Antoinette Lily    |          |
| Olivia Newton-John | Xanadu                                     | Kira               |          |
| Valerie Perrine    | Can't Stop the Music                       | Samantha Simpson   |          |
| Deborah Raffin     | Touched by Love                            | Lena Canada        |          |
| Talia Shire        | Windows                                    | Emily Hollander    |          |
| 1981 (2nd)         |                                            |                    |          |
| Bo Derek (tie)     | Tarzan, the Ape Man                        | Jane Parker        |          |
| Faye Dunaway (tie) | Mommie Dearest                             | Joan Crawford      |          |
| Linda Blair        | Hell Night                                 | Marti Gaines       |          |
| Brooke Shields     | Endless Love                               | Jade Butterfield   |          |
| Barbra Streisand   | All Night Long                             | Cheryl Gibbons     |          |
| 1982 (3rd)         |                                            |                    |          |
| Pia Zadora         | Butterfly                                  | Kady Tyler         |          |
| Morgan Fairchild   | The Seduction                              | Jamie Douglas      |          |
| Mia Farrow         | A Midsummer Night's Sex Comedy             | Ariel              |          |
| Kristy McNichol    | The Pirate Movie                           | Mabel Stanley      |          |
| Mary Tyler Moore   | Six Weeks                                  | Charlotte Dreyfus  |          |
| 1983 (4th)         |                                            |                    |          |
| Pia Zadora         | The Lonely Lady                            | Jerilee Randall    |          |
| Loni Anderson      | Stroker Ace                                | Pembrook Feeny     |          |
| Linda Blair        | Chained Heat                               | Carol Henderson    |          |
| Faye Dunaway       | The Wicked Lady                            | Barbara Skelton    |          |
| Olivia Newton-John | Two of a Kind                              | Debbie Wylder      |          |
| 1984 (5th)         |                                            |                    |          |
| Bo Derek           | Bolero                                     | Lida MacGillivery  |          |
| Faye Dunaway       | Supergirl                                  | Selena             |          |
| Shirley MacLaine   | Cannonball Run II                          | Veronica           |          |
| Tanya Roberts      | Sheena                                     | Sheena             |          |
| Brooke Shields     | Sahara                                     | Dale               |          |
| 1985 (6th)         |                                            |                    |          |
| Linda Blair        | Night Patrol                               | Sue Perman         |          |
| Linda Blair        | Savage Island                              | Daly               |          |
| Linda Blair        | Savage Streets                             | Brenda             |          |
| Ariane             | Year of the Dragon                         | Tracy Tzu          |          |
| Jennifer Beals     | The Bride                                  | Eva                |          |
| Brigitte Nielsen   | Red Sonja                                  | Red Sonja          |          |
| Tanya Roberts      | A View to a Kill                           | Stacey Sutton      |          |
| 1986 (7th)         |                                            |                    |          |
| Madonna            | Shanghai Surprise                          | Gloria Tatlock     |          |
| Kim Basinger       | 9½ Weeks                                   | Elizabeth McGraw   |          |
| Joan Chen          | Tai-Pan                                    | May–May            |          |
| Brigitte Nielsen   | Cobra                                      | Ingrid Knudsen     |          |
| Ally Sheedy        | Blue City                                  | Annie Rayford      |          |
| 1987 (8th)         |                                            |                    |          |
| Madonna            | Who's That Girl?                           | Nikki Finn         |          |
| Lorraine Gary      | Jaws: The Revenge                          | Ellen Brody        |          |
| Sondra Locke       | Ratboy                                     | Nikki Morrison     |          |
| Debra Sandlund     | Tough Guys Don't Dance                     | Patty Lareine      |          |
| Sharon Stone       | Allan Quatermain and the Lost City of Gold | Jesse Huston       |          |
| 1988 (9th)         |                                            |                    |          |
| Liza Minnelli      | Arthur 2: On the Rocks                     | Linda Marolla Bach |          |
| Liza Minnelli      | Rent-A-Cop                                 | Della Roberts      |          |
| Rebecca De Mornay  | And God Created Woman                      | Robin Shea         |          |
| Whoopi Goldberg    | The Telephone                              | Vashti Blue        |          |
| Cassandra Peterson | Elvira, Mistress of the Dark               | Elvira             |          |
| Vanity             | Action Jackson                             | Sydney Ash         |          |
| 1989 (10th)        |                                            |                    |          |
| Heather Locklear   | The Return of Swamp Thing                  | Abby Arcane        |          |
| Jane Fonda         | Old Gringo                                 | Harriet Winslow    |          |
| Brigitte Nielsen   | Bye Bye Baby                               | Lisa               |          |
| Paulina Porizkova  | Her Alibi                                  | Nina               |          |
| Ally Sheedy        | Heart of Dixie                             | Maggie DeLoach     |          |

## Anii 1990
| An                   | Actriță                                 | Film                         | Personaj |
| -------------------- | --------------------------------------- | ---------------------------- | -------- |
| 1990 (11th)          |                                         |                              |          |
| Bo Derek             | Ghosts Can't Do It                      | Katie                        |          |
| Melanie Griffith     | The Bonfire of the Vanities             | Maria Ruskin                 |          |
| Bette Midler         | Stella                                  | Stella Claire                |          |
| Molly Ringwald       | Betsy's Wedding                         | Betsy Hopper                 |          |
| Talia Shire          | Rocky V                                 | Adrian Balboa                |          |
| 1991 (12th)          |                                         |                              |          |
| Sean Young           | A Kiss Before Dying                     | Ellen Carlsson               |          |
| Kim Basinger         | The Marrying Man                        | Vicki Anderson               |          |
| Sally Field          | Not Without My Daughter                 | Betty Mahmoody               |          |
| Madonna              | Truth or Dare                           | Herself                      |          |
| Demi Moore           | The Butcher's Wife                      | Marina Lemke                 |          |
| Demi Moore           | Nothing but Trouble                     | Diane Lightson               |          |
| 1992 (13th)          |                                         |                              |          |
| Melanie Griffith     | Shining Through                         | Linda Voss                   |          |
| Melanie Griffith     | A Stranger Among Us                     | Emily Eden                   |          |
| Kim Basinger         | Cool World                              | Holli Would                  |          |
| Kim Basinger         | Final Analysis                          | Heather Evans                |          |
| Lorraine Bracco      | Medicine Man                            | Dr. Rae Crane                |          |
| Lorraine Bracco      | Traces of Red                           | Ellen Schofield              |          |
| Whitney Houston      | The Bodyguard                           | Rachel Marron                |          |
| Sean Young           | Love Crimes                             | Dana Greenway                |          |
| 1993 (14th)          |                                         |                              |          |
| Madonna              | Body of Evidence                        | Rebecca Carlson              |          |
| Melanie Griffith     | Born Yesterday                          | Billie Dawn                  |          |
| Janet Jackson        | Poetic Justice                          | Justice                      |          |
| Demi Moore           | Indecent Proposal                       | Diana Murphy                 |          |
| Sharon Stone         | Sliver                                  | Carly Norris                 |          |
| 1994 (15th)          |                                         |                              |          |
| Sharon Stone         | Intersection                            | Sally Eastman                |          |
| Sharon Stone         | The Specialist                          | May Munro                    |          |
| Kim Basinger         | The Getaway                             | Carol McCoy                  |          |
| Joan Chen            | On Deadly Ground                        | Masu                         |          |
| Jane March           | Color of Night                          | Rose Dexter/Bonnie           |          |
| Uma Thurman          | Even Cowgirls Get the Blues             | Sissy Hankshaw               |          |
| 1995 (16th)          |                                         |                              |          |
| Elizabeth Berkley    | Showgirls                               | Nomi Malone                  |          |
| Cindy Crawford       | Fair Game                               | Kate McQuean                 |          |
| Demi Moore           | The Scarlet Letter                      | Hester Prynne                |          |
| Julia Sweeney        | It's Pat                                | Pat Riley                    |          |
| Sean Young           | Dr. Jekyll and Ms. Hyde                 | Helen Hyde                   |          |
| 1996 (17th)          |                                         |                              |          |
| Demi Moore           | The Juror                               | Annie Laird                  |          |
| Demi Moore           | Striptease                              | Erin Grant                   |          |
| Pamela Anderson      | Barb Wire                               | Barbara "Barb Wire" Kopetski |          |
| Whoopi Goldberg      | Bogus                                   | Harriet Franklin             |          |
| Whoopi Goldberg      | Eddie                                   | Edwina 'Eddie' Franklin      |          |
| Whoopi Goldberg      | Theodore Rex                            | Katie Coltrane               |          |
| Melanie Griffith     | Two Much                                | Betty Kerner                 |          |
| Julia Roberts        | Mary Reilly                             | Mary Reilly                  |          |
| 1997 (18th)          |                                         |                              |          |
| Demi Moore           | G.I. Jane                               | Lt. Jordan O'Neil            |          |
| Sandra Bullock       | Speed 2: Cruise Control                 | Annie Porter                 |          |
| Fran Drescher        | The Beautician and the Beast            | Joy Miller                   |          |
| Lauren Holly         | A Smile Like Yours                      | Jennifer Robertson           |          |
| Lauren Holly         | Turbulence                              | Teri Halloran                |          |
| Alicia Silverstone   | Excess Baggage                          | Emily Hope                   |          |
| 1998 (19th)          |                                         |                              |          |
| Spice Girls          | Spice World                             | Spice Girls                  |          |
| Yasmine Bleeth       | BASEketball                             | Jenna Reed                   |          |
| Anne Heche           | Psycho                                  | Marion Crane                 |          |
| Jessica Lange        | Hush                                    | Martha Baring                |          |
| Uma Thurman          | The Avengers                            | Emma Peel                    |          |
| 1999 (20th)          |                                         |                              |          |
| Heather Donahue      | The Blair Witch Project                 | Heather Donahue              |          |
| Melanie Griffith     | Crazy in Alabama                        | Lucille Vinson               |          |
| Milla Jovovich       | The Messenger: The Story of Joan of Arc | Joan of Arc                  |          |
| Sharon Stone         | Gloria                                  | Gloria                       |          |
| Catherine Zeta-Jones | Entrapment                              | Virginia Baker               |          |
| Catherine Zeta-Jones | The Haunting                            | Theo                         |          |

## Anii 2000
| An                                                                         | Actriță                                    | Film                                                                  | Personaj |
| -------------------------------------------------------------------------- | ------------------------------------------ | --------------------------------------------------------------------- | -------- |
| 2000 (21st)                                                                |                                            |                                                                       |          |
| Madonna                                                                    | The Next Best Thing                        | Abbie Reynolds                                                        |          |
| Kim Basinger                                                               | Bless the Child                            | Maggie O'Connor                                                       |          |
| Kim Basinger                                                               | I Dreamed of Africa                        | Kuki Gallmann                                                         |          |
| Melanie Griffith                                                           | Cecil B. DeMented                          | Honey Whitlock                                                        |          |
| Bette Midler                                                               | Isn't She Great                            | Jacqueline Susann                                                     |          |
| Demi Moore                                                                 | Passion of Mind                            | Martha Marie / 'Marty' Talridge                                       |          |
| 2001 (22nd)                                                                |                                            |                                                                       |          |
| Mariah Carey                                                               | Glitter                                    | Billie Frank                                                          |          |
| Penélope Cruz                                                              | Blow                                       | Mirtha Jung                                                           |          |
| Penélope Cruz                                                              | Captain Corelli's Mandolin                 | Pelagia                                                               |          |
| Penélope Cruz                                                              | Vanilla Sky                                | Sofia Serrano                                                         |          |
| Angelina Jolie                                                             | Lara Croft: Tomb Raider                    | Lara Croft                                                            |          |
| Angelina Jolie                                                             | Original Sin                               | Julia Russell / Bonny Castle                                          |          |
| Jennifer Lopez                                                             | Angel Eyes                                 | Sharon Pogue                                                          |          |
| Jennifer Lopez                                                             | The Wedding Planner                        | Mary Fiore                                                            |          |
| Charlize Theron                                                            | Sweet November                             | Sara Deever                                                           |          |
| 2002 (23rd)                                                                |                                            |                                                                       |          |
| Madonna (tie)                                                              | Swept Away                                 | Amber Leighton                                                        |          |
| Britney Spears (tie)                                                       | Crossroads                                 | Lucy Wagner                                                           |          |
| Angelina Jolie                                                             | Life or Something Like It                  | Lanie Kerrigan                                                        |          |
| Jennifer Lopez                                                             | Enough                                     | Slim Hiller                                                           |          |
| Jennifer Lopez                                                             | Maid in Manhattan                          | Marisa Ventura                                                        |          |
| Winona Ryder                                                               | Mr. Deeds                                  | Babe Bennett                                                          |          |
| 2003 (24th)                                                                |                                            |                                                                       |          |
| Jennifer Lopez                                                             | Gigli                                      | Ricki                                                                 |          |
| Drew Barrymore                                                             | Charlie's Angels: Full Throttle            | Dylan Sanders                                                         |          |
| Drew Barrymore                                                             | Duplex                                     | Nancy Kendricks                                                       |          |
| Kelly Clarkson                                                             | From Justin to Kelly                       | Kelly Taylor                                                          |          |
| Cameron Diaz                                                               | Charlie's Angels: Full Throttle            | Natalie Cook                                                          |          |
| Angelina Jolie                                                             | Beyond Borders                             | Sarah Jordan                                                          |          |
| Angelina Jolie                                                             | Lara Croft Tomb Raider: The Cradle of Life | Lara Croft                                                            |          |
| 2004 (25th)                                                                |                                            |                                                                       |          |
| Halle Berry                                                                | Catwoman                                   | Patience Phillips / Catwoman                                          |          |
| Hilary Duff                                                                | A Cinderella Story                         | Sam Montgomery                                                        |          |
| Hilary Duff                                                                | Raise Your Voice                           | Terri Fletcher                                                        |          |
| Angelina Jolie                                                             | Alexander                                  | Queen Olympias                                                        |          |
| Angelina Jolie                                                             | Taking Lives                               | Illeana Scott                                                         |          |
| Mary-Kate and Ashley Olsen                                                 | New York Minute                            | Roxy and Jane Ryan                                                    |          |
| Shawn & Marlon Wayans (the Wayans "sisters")                               | White Chicks                               | "Brittany and Tiffany Wilson"                                         |          |
| 2005 (26th)                                                                |                                            |                                                                       |          |
| Jenny McCarthy                                                             | Dirty Love                                 | Rebecca Sommers                                                       |          |
| Jessica Alba                                                               | Fantastic Four                             | Sue Storm / Invisible Woman                                           |          |
| Jessica Alba                                                               | Into the Blue                              | Sam                                                                   |          |
| Hilary Duff                                                                | Cheaper by the Dozen 2                     | Lorraine Baker                                                        |          |
| Hilary Duff                                                                | The Perfect Man                            | Holly Hamilton                                                        |          |
| Jennifer Lopez                                                             | Monster-in-Law                             | Charlie Cantilini                                                     |          |
| Tara Reid                                                                  | Alone in the Dark                          | Aline Cedrac                                                          |          |
| 2006 (27th)                                                                |                                            |                                                                       |          |
| Sharon Stone                                                               | Basic Instinct 2                           | Catherine Tramell                                                     |          |
| Hilary and Haylie Duff                                                     | Material Girls                             | Tanzie and Ava Marchetta                                              |          |
| Lindsay Lohan                                                              | Just My Luck                               | Ashley Albright                                                       |          |
| Kristanna Loken                                                            | BloodRayne                                 | Rayne                                                                 |          |
| Jessica Simpson                                                            | Employee of the Month                      | Amy Renfro                                                            |          |
| 2007 (28th)                                                                |                                            |                                                                       |          |
| Lindsay Lohan                                                              | I Know Who Killed Me                       | Aubrey Fleming / Dakota Moss                                          |          |
| Jessica Alba                                                               | Awake                                      | Sam Lockwood                                                          |          |
| Jessica Alba                                                               | Fantastic Four: Rise of the Silver Surfer  | Sue Storm / Invisible Woman                                           |          |
| Jessica Alba                                                               | Good Luck Chuck                            | Cam Wexler                                                            |          |
| Logan Browning, Janel Parrish, Nathalia Ramos and Skyler Shaye             | Bratz: The Movie                           | Sasha, Jade, Yasmin and Cloe                                          |          |
| Elisha Cuthbert                                                            | Captivity                                  | Jennifer Tree                                                         |          |
| Diane Keaton                                                               | Because I Said So                          | Daphne Wilder                                                         |          |
| 2008 (29th)                                                                |                                            |                                                                       |          |
| Paris Hilton                                                               | The Hottie and the Nottie                  | Cristabel Abbott                                                      |          |
| Jessica Alba                                                               | The Eye                                    | Sydney Wells                                                          |          |
| Jessica Alba                                                               | The Love Guru                              | Jane Bullard                                                          |          |
| Annette Bening, Eva Mendes, Debra Messing, Jada Pinkett Smith and Meg Ryan | The Women                                  | Sylvie Fowler, Crystal Allen, Edie Cohen, Alex Fisher and Mary Haines |          |
| Cameron Diaz                                                               | What Happens in Vegas                      | Joy McNally                                                           |          |
| Kate Hudson                                                                | Fool's Gold                                | Tess Finnegan                                                         |          |
| Kate Hudson                                                                | My Best Friend's Girl                      | Alexis                                                                |          |
| 2009 (30th)                                                                |                                            |                                                                       |          |
| Sandra Bullock                                                             | All About Steve                            | Mary Horowitz                                                         |          |
| Beyoncé                                                                    | Obsessed                                   | Sharon Charles                                                        |          |
| Miley Cyrus                                                                | Hannah Montana: The Movie                  | Miley Stewart / Hannah Montana                                        |          |
| Megan Fox                                                                  | Jennifer's Body                            | Jennifer Check                                                        |          |
| Megan Fox                                                                  | Transformers: Revenge of the Fallen        | Mikaela Banes                                                         |          |
| Sarah Jessica Parker                                                       | Did You Hear About the Morgans?            | Meryl Morgan                                                          |          |

## Anii 2010
| An                                                                  | Actriță                                                       | Film                                                                           | Personaj |
| ------------------------------------------------------------------- | ------------------------------------------------------------- | ------------------------------------------------------------------------------ | -------- |
| 2010 (31st)                                                         |                                                               |                                                                                |          |
| Kim Cattrall, Kristin Davis, Cynthia Nixon and Sarah Jessica Parker | Sex and the City 2                                            | Samantha Jones, Charlotte York Goldenblatt, Miranda Hobbes and Carrie Bradshaw |          |
| Jennifer Aniston                                                    | The Bounty Hunter                                             | Nicole Hurley                                                                  |          |
| Jennifer Aniston                                                    | The Switch                                                    | Kassie Larson                                                                  |          |
| Miley Cyrus                                                         | The Last Song                                                 | Ronnie Miller                                                                  |          |
| Megan Fox                                                           | Jonah Hex                                                     | Tallulah Black / Lilah                                                         |          |
| Kristen Stewart                                                     | The Twilight Saga: Eclipse                                    | Bella Swan                                                                     |          |
| 2011 (32nd)                                                         |                                                               |                                                                                |          |
| Adam Sandler                                                        | Jack and Jill                                                 | Jill Sadelstein                                                                |          |
| Martin Lawrence                                                     | Big Mommas: Like Father, Like Son                             | Big Momma                                                                      |          |
| Sarah Palin                                                         | The Undefeated                                                | Herself                                                                        |          |
| Sarah Jessica Parker                                                | I Don't Know How She Does It                                  | Kate Reddy                                                                     |          |
| Sarah Jessica Parker                                                | New Year's Eve                                                | Kim Doyle                                                                      |          |
| Kristen Stewart                                                     | The Twilight Saga: Breaking Dawn – Part 1                     | Bella Swan                                                                     |          |
| 2012 (33rd)                                                         |                                                               |                                                                                |          |
| Kristen Stewart                                                     | Snow White and the Huntsman                                   | Snow White                                                                     |          |
| Kristen Stewart                                                     | The Twilight Saga: Breaking Dawn – Part 2                     | Bella Swan                                                                     |          |
| Katherine Heigl                                                     | One for the Money                                             | Stephanie Plum                                                                 |          |
| Milla Jovovich                                                      | Resident Evil: Retribution                                    | Alice                                                                          |          |
| Tyler Perry                                                         | Madea's Witness Protection                                    | Madea                                                                          |          |
| Barbra Streisand                                                    | The Guilt Trip                                                | Joyce Brewster                                                                 |          |
| 2013 (34th)                                                         |                                                               |                                                                                |          |
| Tyler Perry                                                         | A Madea Christmas                                             | Madea                                                                          |          |
| Halle Berry                                                         | The Call                                                      | Jordan Turner                                                                  |          |
| Halle Berry                                                         | Movie 43                                                      | Emily Browning                                                                 |          |
| Selena Gomez                                                        | Getaway                                                       | The Kid                                                                        |          |
| Lindsay Lohan                                                       | The Canyons                                                   | Tara Lloyd                                                                     |          |
| Naomi Watts                                                         | Diana                                                         | Princess Diana                                                                 |          |
| Naomi Watts                                                         | Movie 43                                                      | Samantha Miller                                                                |          |
| 2014 (35th)                                                         |                                                               |                                                                                |          |
| Cameron Diaz                                                        | The Other Woman                                               | Carly Whitten                                                                  |          |
| Cameron Diaz                                                        | Sex Tape                                                      | Annie Hargrove                                                                 |          |
| Drew Barrymore                                                      | Blended                                                       | Lauren Reynolds                                                                |          |
| Melissa McCarthy                                                    | Tammy                                                         | Tammy Banks                                                                    |          |
| Charlize Theron                                                     | A Million Ways to Die in the West                             | Anna Barnes-Leatherwood                                                        |          |
| Gaia Weiss                                                          | The Legend of Hercules                                        | Hebe                                                                           |          |
| 2015 (36th)                                                         |                                                               |                                                                                |          |
| Dakota Johnson                                                      | Fifty Shades of Grey                                          | Anastasia "Ana" Steele                                                         |          |
| Katherine Heigl                                                     | Home Sweet Hell                                               | Mona Champagne                                                                 |          |
| Mila Kunis                                                          | Jupiter Ascending                                             | Jupiter Jones                                                                  |          |
| Jennifer Lopez                                                      | The Boy Next Door                                             | Claire Peterson                                                                |          |
| Gwyneth Paltrow                                                     | Mortdecai                                                     | Johanna Mortdecai                                                              |          |
| 2016 (37th)                                                         |                                                               |                                                                                |          |
| Mikaela Krantz și Rebekah Turner                                    | Hillary's America: The Secret History of the Democratic Party | Hillary Clinton                                                                |          |
| Megan Fox                                                           | Teenage Mutant Ninja Turtles: Out of the Shadows              | April O'Neil                                                                   |          |
| Tyler Perry                                                         | Boo! A Madea Halloween                                        | Mabel "Madea" Simmons                                                          |          |
| Julia Roberts                                                       | Mother's Day                                                  | Miranda Collins                                                                |          |
| Naomi Watts                                                         | Shut In                                                       | Mary Portman                                                                   |          |
| Naomi Watts                                                         | The Divergent Series: Allegiant                               | Evelyn Johnson-Eaton                                                           |          |
| Shailene Woodley                                                    | The Divergent Series: Allegiant                               | Beatrice "Tris" Prior                                                          |          |
| 2017 (38th)                                                         |                                                               |                                                                                |          |
| Tyler Perry                                                         | Boo 2! A Madea Halloween                                      | Mabel "Madea" Simmons                                                          |          |
| Katherine Heigl                                                     | Unforgettable                                                 | Tessa Connover                                                                 |          |
| Dakota Johnson                                                      | Fifty Shades Darker                                           | Anastasia "Ana" Steele                                                         |          |
| Jennifer Lawrence                                                   | Mother!                                                       | mama                                                                           |          |
| Emma Watson                                                         | The Circle                                                    | Mae Holland                                                                    |          |
| 2018 (39th)                                                         |                                                               |                                                                                |          |
| Melissa McCarthy                                                    | The Happytime Murders                                         | Connie Edwards                                                                 |          |
| Melissa McCarthy                                                    | Life of the Party                                             | Deanna Miles                                                                   |          |
| Jennifer Garner                                                     | Peppermint                                                    | Riley North                                                                    |          |
| Amber Heard                                                         | London Fields                                                 | Nicola Six                                                                     |          |
| Helen Mirren                                                        | Winchester                                                    | Sarah Winchester                                                               |          |
| Amanda Seyfried                                                     | The Clapper                                                   | Judy                                                                           |          |
| 2019 (40th)                                                         |                                                               |                                                                                |          |
| Hilary Duff                                                         | The Haunting of Sharon Tate                                   | Sharon Tate                                                                    |          |
| Anne Hathaway                                                       | The Hustle                                                    | Josephine Chesterfield                                                         |          |
| Anne Hathaway                                                       | Serenity                                                      | Karen Zariakas                                                                 |          |
| Francesca Hayward                                                   | Cats                                                          | Victoria                                                                       |          |
| Tyler Perry                                                         | A Madea Family Funeral                                        | Mabel "Madea" Simmons                                                          |          |
| Rebel Wilson                                                        | The Hustle                                                    | Penny Rust                                                                     |          |

## Anii 2020
| An                      | Actriță                     | Film                                 | Personaj |
| ----------------------- | --------------------------- | ------------------------------------ | -------- |
| 2020 (41st)             |                             |                                      |          |
| Kate Hudson             | Music                       | Kazu "Zu" Gamble                     |          |
| Anne Hathaway           | The Last Thing He Wanted    | Elena McMahon                        |          |
| Anne Hathaway           | The Witches                 | Grand High Witch                     |          |
| Katie Holmes            | Brahms: The Boy II          | Liza                                 |          |
| Katie Holmes            | The Secret: Dare to Dream   | Miranda Wells                        |          |
| Lauren Lapkus           | The Wrong Missy             | Missy                                |          |
| Anna-Maria Sieklucka    | 365 Days                    | Laura Biel                           |          |
| 2021 (42nd)             |                             |                                      |          |
| Jeanna de Waal          | Diana: The Musical          | Princess Diana                       |          |
| Amy Adams               | The Woman in the Window     | Dr. Anna Fox                         |          |
| Megan Fox               | Midnight in the Switchgrass | Rebecca Lombardi                     |          |
| Taryn Manning           | Karen                       | Karen Drexler                        |          |
| Ruby Rose               | Vanquish                    | Victoria                             |          |
| 2022 (43rd)             |                             |                                      |          |
| Golden Raspberry Awards | N/A                         | N/A                                  |          |
| Ryan Kiera Armstrong    | Firestarter                 | Charlene "Charlie" McGee             |          |
| Bryce Dallas Howard     | Jurassic World Dominion     | Claire Dearing                       |          |
| Diane Keaton            | Mack & Rita                 | Mackenzie "Mack" Martin / Rita       |          |
| Kaya Scodelario         | The King's Daughter         | Marie-Josèphe                        |          |
| Alicia Silverstone      | The Requin                  | Jaelyn                               |          |
| 2023 (44th)             |                             |                                      |          |
| Megan Fox               | Johnny & Clyde              | Alana Hart                           |          |
| Ana de Armas            | Ghosted                     | Sadie Rhodes                         |          |
| Salma Hayek             | Magic Mike's Last Dance     | Maxandra Mendoza                     |          |
| Jennifer Lopez          | The Mother                  | The Mother                           |          |
| Helen Mirren            | Shazam! Fury of the Gods    | Hespera                              |          |
| 2024 (45th)             |                             |                                      |          |
| Dakota Johnson          | Madame Web                  | Cassandra "Cassie" Webb / Madame Web |          |
| Cate Blanchett          | Borderlands                 | Lillith                              |          |
| Bryce Dallas Howard     | Argylle                     | Elly Conway                          |          |
| Lady Gaga               | Joker: Folie à Deux         | Harleen "Lee" Quinzel                |          |
| Jennifer Lopez          | Atlas                       | Atlas Shepherd                       |          |

## Multiple premii câștigate
5 premii
- Madonna

3 premii
- Bo Derek

2 premii
- Dakota Johnson
- Demi Moore
- Tyler Perry (în travesti)
- Sharon Stone
- Pia Zadora

## Multiple nominalizări
| 7 nominalizări - Jennifer Lopez 6 nominalizări - Melanie Griffith - Madonna - Demi Moore 5 nominalizări - Kim Basinger - Megan Fox - Tyler Perry (în travesti) - Sharon Stone 4 nominalizări - Hilary Duff - Faye Dunaway - Angelina Jolie 3 nominalizări - Jessica Alba - Linda Blair - Bo Derek - Cameron Diaz - Katherine Heigl - Dakota Johnson - Lindsay Lohan - Brigitte Nielsen - Sarah Jessica Parker - Brooke Shields - Kristen Stewart - Sean Young | 2 nominalizări - Drew Barrymore - Halle Berry - Sandra Bullock - Joan Chen - Miley Cyrus - Whoopi Goldberg - Anne Hathaway - Bryce Dallas Howard - Kate Hudson - Milla Jovovich - Diane Keaton - Sondra Locke - Melissa McCarthy - Bette Midler - Helen Mirren - Olivia Newton-John - Julia Roberts - Tanya Roberts - Ally Sheedy - Talia Shire - Barbra Streisand - Charlize Theron - Uma Thurman - Naomi Watts - Pia Zadora |